# Kosta Rodrigues
Konstantinos Elvis Rodrigues (* 12. August 1979 in Rüsselsheim am Main) ist ein ehemaliger deutscher Fußballspieler. Sein Vater kommt aus Portugal, seine Mutter aus Indien.

## Karriere
Rodrigues begann das Fußballspielen bereits in frühen Jahren, er durchlief die Jugendligen bei seinem Heimatverein Eintracht Rüsselsheim, bevor er in die U13 von Eintracht Frankfurt wechselte.
Den Sprung in den Herrenbereich schaffte Rodrigues beim oberfränkischen Verein SC Weismain, der seinerzeit in der Regionalliga Süd spielte. In Weismain blieb Kosta Rodrigues allerdings nur ein Jahr. Zur Saison 1999/2000 schloss er sich Eintracht Braunschweig in der Regionalliga Nord an.
Nach dem Aufstieg von Eintracht Braunschweig in die 2. Bundesliga wechselte Rodrigues 2002 zu Hannover 96, wurde von dort aber direkt für zwei Jahre zum 1. FC Saarbrücken ausgeliehen. Von dort kam er im Januar 2004 zurück zur Braunschweiger Eintracht.
Kosta Rodrigues hatte bei Eintracht Braunschweig einen Vertrag bis zum 30. Juni 2009, welcher nicht verlängert wurde. Ab der Rückrunde 2009/10 nahm der Braunschweiger Ligakonkurrent Wuppertaler SV Borussia Rodrigues unter Vertrag.
Vom Rückrundenbeginn der Saison 2010/11 bis zum Ende der Saison 2011/12 spielte Kosta Rodrigues für den 1. FC Magdeburg in der Regionalliga Nord. Von 2012 bis 2014 war er beim SSV Kästorf in der Landesliga Braunschweig aktiv. Seit 2014 ist Rodrigues als Trainer im Nachwuchsleistungszentrum von Eintracht Braunschweig tätig. Dort trainierte er unter anderem die U-12- sowie die U-16-Mannschaft und wurde, nach dem zwischenzeitlichen Erwerb der A-Lizenz (2015), im Jahre 2017 zum Leiter der Fußballschule von Eintracht Braunschweig ernannt. Im August 2017 wurde er an der Seite von Kai Olzem als Co-Trainer der ersten Mannschaft der Freien Turnerschaft Braunschweig vorgestellt. Mit dem Abgang von Olzem im Februar 2019 wurde das Trainergespann Olzem-Rodrigues aufgelöst und Rodrigues als alleiniger Trainer der ersten Herrenmannschaft des Klubs ernannt.

### Erfolge
- 2× Aufstieg in die 2. Bundesliga mit Eintracht Braunschweig (2002 und 2005)